# Surfside
Surfside és una població dels Estats Units a l'estat de Florida. Segons el cens del 2005 tenia 5.775 habitants.

## Demografia
Segons el cens del 2000, Surfside tenia 4.909 habitants, 2.248 habitatges, i 1.330 famílies. La densitat de població era de 3.790,8 habitants/km².
Dels 2.248 habitatges en un 20,5% hi vivien nens de menys de 18 anys, en un 46,6% hi vivien parelles casades, en un 9,6% dones solteres, i en un 40,8% no eren unitats familiars. En el 32,9% dels habitatges hi vivien persones soles el 15,1% de les quals corresponia a persones de 65 anys o més que vivien soles. El nombre mitjà de persones vivint en cada habitatge era de 2,18 i el nombre mitjà de persones que vivien en cada família era de 2,75.
Per edats la població es repartia de la següent manera: un 16,3% tenia menys de 18 anys, un 4,5% entre 18 i 24, un 29,3% entre 25 i 44, un 24% de 45 a 60 i un 25,9% 65 anys o més.
L'edat mediana era de 45 anys. Per cada 100 dones de 18 o més anys hi havia 86,4 homes.
La renda mediana per habitatge era de 50.927 $ i la renda mediana per família de 56.327 $. Els homes tenien una renda mediana de 47.147 $ mentre que les dones 39.181 $. La renda per capita de la població era de 38.375 $. Entorn del 6,7% de les famílies i l'11,5% de la població estaven per davall del llindar de pobresa.

## Poblacions més properes
El següent diagrama mostra les poblacions més properes.